# Vox clamantis in deserto
 Vox clamantis in deserto лат. (изговор:вокс кламантис ин дезерто). Глас вапијућег у пустињи. (Јован Крститељ) 

## Поријекло изреке
По Пророку Исаију ове ријечи ће изрећи Јован Крститељ, јеврејски аскетски проповједник из 1. века наше ере у пустињи позивајући народ на покајање.

## Данашње значење
Ове ријечи се данас односе на оне који проповједају неке идеје, упозоравају на опасност или позивају на акцију, али их не слушају.

## Значење
Ријечи које имају основу, општу корист, видљиву тачност, али не добацују. Већина их не чује.